# Derobrachus
Derobrachus (лат.) — род жесткокрылых насекомых из семейства усачей. Распространён от северо-восточных США южнее до Венесуэлы, Колумбии и Эквадора. Обитают в различных типах ландшафтов — от полупустынь до лесов, на высоте от 1700 метров над уровнем моря и выше.